# Christkönigskirche (Kwietno)

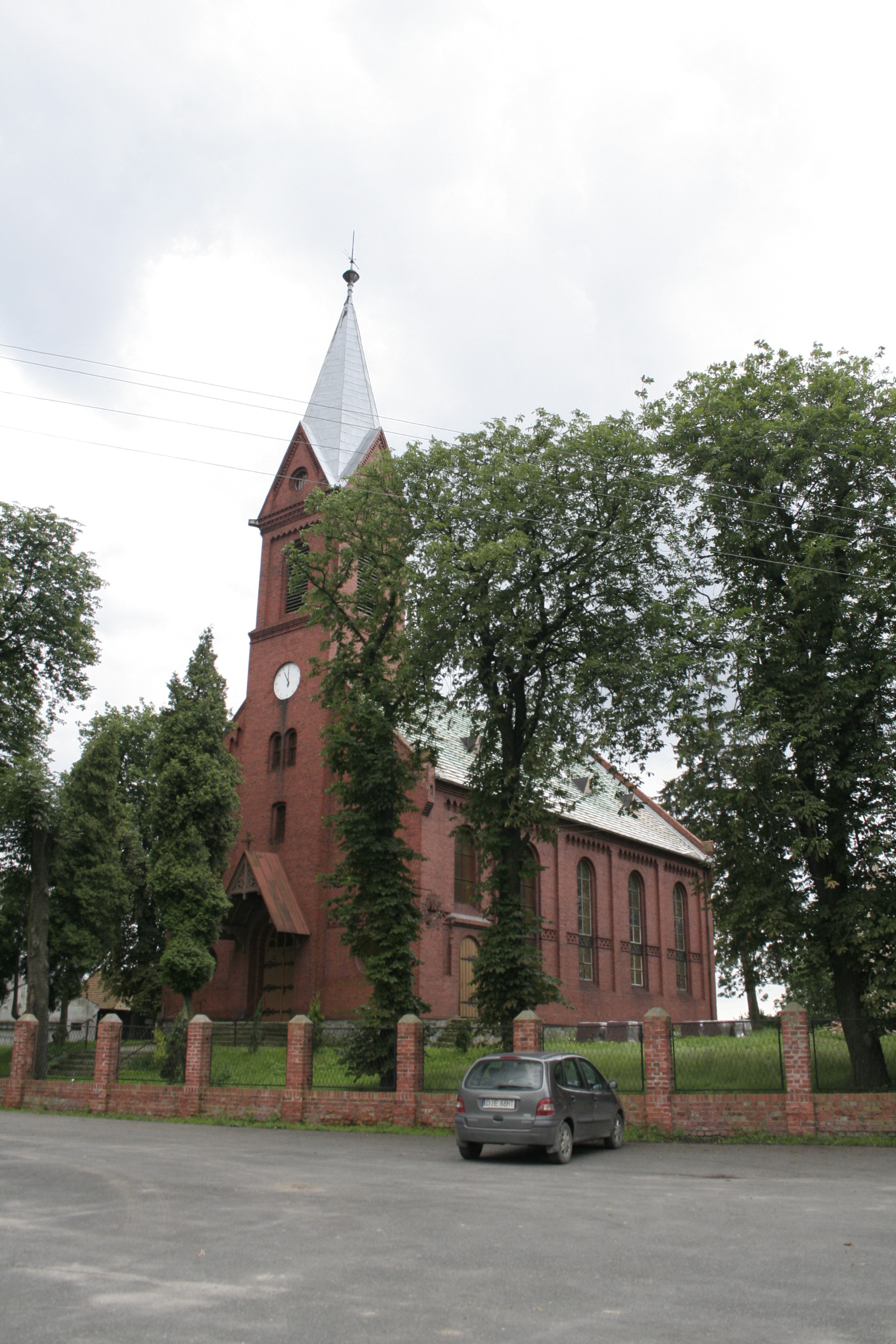
Christkönigskirche

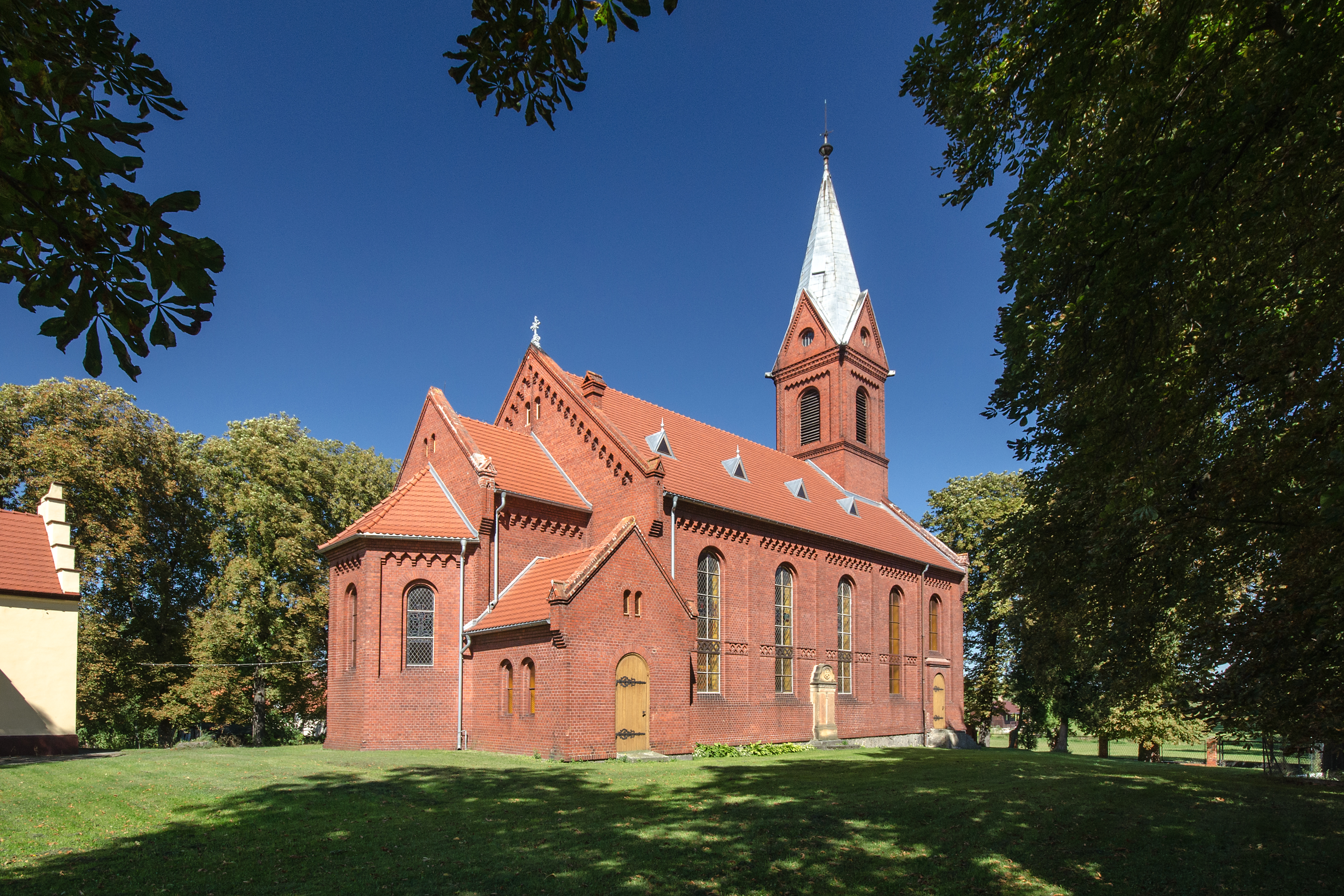
Rückansicht

Die römisch-katholische Filialkirche Christkönig, kurz Christkönigskirche, in Kwietno (deutsch Blumerode), einem Dorf in der Landgemeinde Malczyce (Maltsch) im Powiat Średzki in der Woiwodschaft Niederschlesien, wurde 1891 an Stelle eines hölzernen Vorgängerbaues errichtet. Bis 1945 diente sie der deutschen Bevölkerung als evangelisch-lutherische Pfarrkirche. Die Vorgängerkirche erlangte im 17. Jahrhundert als Zufluchtskirche an Bedeutung.

## Geschichte
Das heutige Gotteshaus ist bereits der vierte Kirchenbau an dieser Stelle. Wann die Kirche von Blumerode gegründet wurde, ist nicht bekannt. In den Kirchenverzeichnissen des 14. Jahrhunderts kommt sie nicht vor. Ein erster steinerner Vorgängerbau dürfte im 15. Jahrhundert entstanden sein. Über das Patronatsrecht verfügte der jeweilige Herzog von Liegnitz, seit 1741/42 der preußische König, vertreten durch das königliche Kammeramt Groß-Baudis. In der Reformationszeit wurde die Kirche um 1524 evangelisch. Als erster bezeugter Pastor trat 1535 Ambrosius Richter aus Meißen seinen Dienst an. Nach 1599 waren Blumerode und Dambritsch verbunden, von 1654 bis 1698 auch mit Royn. Das Gotteshaus diente seit 1654 den Gläubigen der Fürstentümer Breslau und Schweidnitz, im Umkreis von etwa drei Meilen, die ihre Kirchen an die Katholiken verloren, als Zufluchtskirche. So ließen auch die Bürger von Neumarkt ihre Kinder dort taufen. Mit dem Tod des Herzogs Georg Wilhelm fiel das Herzogtum Liegnitz, zu dem Blumerode gehörte, 1675 durch Heimfall an die Krone Böhmens. Anschließend wurde die Gegenreformation durchgeführt. Auf Befehl des königlichen Oberamtes in Liegnitz war die Kirche von 1698 bis 1707 geschlossen. Am 12. Dezember 1707 händigte der Landeshauptmann von Liegnitz der evangelischen Gemeinde wieder den Schlüssel aus. An Stelle der alten, zu klein gewordenen Kirche entstand 1710 ein doppelt so großer Neubau im Fachwerkstil. Auf dem Dach befand sich ein kleiner Glockenturm. Nach dem Ersten Schlesischen Krieg fiel Blumerode 1741/42 mit dem größten Teil Schlesiens an Preußen. Die preußische Herrschaft ermöglichte den Bau neuer Kirchen, die die Parochie deutlich verkleinerte. In den Befreiungskriegen brannte das Gotteshaus beim Durchzug französischer Truppen 1813 nieder. Der evangelische Gottesdienst musste in den Folgejahren in die katholische Kirche von Dambritsch verlegt werden. 1820 erfolgte die Weihe eines hölzernen Nachfolgebaues mit Ziegeldach. Die heutige Backsteinkirche im Stil der Neuromanik wurde 1891 errichtet. Dafür musste der Vorgängerbau weichen. Vor 1945 gehörte die Gemeinde zum Kirchenkreis Neumarkt. Nach der Flucht und Vertreibung der deutschen Bevölkerung dient sie heute als römisch-katholische Filialkirche unter dem Patrozinium Christkönig.

## Evangelische Parochie
Zur evangelischen Parochie war früher Blumerode gepfarrt. Zugeschlagene Gastgemeinden waren: Buchwald, Ellguth, Dambritsch, Obsendorf und Simsdorf. Bereits Mitte des 19. Jahrhunderts bestand der Plan, in Buchwald eine Filialkirche zu errichten, der 1871 realisiert wurde.